# Sintel (film)
Sintel is een Nederlandse korte computeranimatiefilm uit 2010. De film is gemaakt door het Blender Institute, onderdeel van Blender Foundation, dat eerder Elephants Dream en Big Buck Bunny maakte. Net als deze films is Sintel gemaakt met het vrijesoftwareprogramma Blender. Sintel is geproduceerd door Ton Roosendaal, voorzitter van de Foundation en geregisseerd door Colin Levy van Pixar Animation Studios. 

## Inhoud
Een vrouw, genaamd Sintel, vindt een gewond en verweesd drakenjong, verzorgt deze en noemt hem Scales. Op een dag wordt Scales meegenomen door een volwassen draak. Sintel is vastbesloten Scales terug te vinden. Na een lange en gevaarlijke zoektocht vindt Sintel een grot met een volwassen draak en een jong. Het jong rent weg als Sintel het benadert waardoor de volwassen draak haar opmerkt en aanvalt. De draak pauzeert de strijd als deze Sintel van dichtbij ruikt. Sintel maakt hier gebruik van en steekt de draak dood. In de reflectie van het bloed ziet ze dat ze veel ouder geworden is en realiseert zich dat Scales de inmiddels volwassen draak is die ze zojuist heeft gedood. Met een gebroken hart verlaat ze de grot, gevolgd door het jong van Scales, dat niemand meer heeft die het verzorgt.

## Achtergrond
Martin Lodewijk bedacht het conceptverhaal, dat werd uitgewerkt door scriptschrijver Esther Wouda. Een internationaal team van veertien 3D-animatoren en -kunstenaars werkte een jaar lang aan de film in de studio van Blender aan het Entrepotdok.
De productie kostte € 400.000, waarmee het de op een na duurste Nederlandse animatiefilm ooit werd. De film werd gefinancierd door de Blender Foundation, 2800 donateurs, dvd-voorverkoop en sponsoring door bedrijven, waaronder DivX Networks, dat op die manier de kwaliteit van haar codec wilde aantonen. Het Nederlands Fonds voor de Film droeg 125.000 euro bij. 
De film en de animatiebestanden zijn vrijgegeven onder de Creative Commons-licentie.

## Software-ontwikkeling
Tijdens het maken van de film maakten software-ontwikkelaars aanpassingen aan het programma Blender 2.5 die aan de wensen van de animatoren van de film voldeden.

## Rolverdeling
De stemmen worden ingesproken door de volgende acteurs:
- Halina Reijn: Sintel
- Thom Hoffman: sjamaan

## Data
- Mei 2009: start productie
- 19 juli 2010: publicatie trailer
- 27 september 2010: première tijdens Nederlands Film Festival
- 30 september 2010: internetpremière. De eerste ruime maand werd de film bijna twee miljoen keer bekeken op YouTube.[2][3]

## Recensie
Het Parool vond de film donkerder en minder toegankelijk dan het voor kinderen geschiktere Big Buck Bunny. De recensent was van mening dat beeldkwaliteit, details en personages van de film zich kunnen meten met animatiefilms uit Hollywood.